# Andrena latigena
Andrena latigena är en biart som beskrevs av Wu 1982. Andrena latigena ingår i släktet sandbin, och familjen grävbin. Inga underarter finns listade i Catalogue of Life.